# دون كارلوس بويل
دون كارلوس بويل (بالإنجليزية: Don Carlos Buell)‏ هو عسكري أمريكي، ولد في 23 مارس 1818 في لوول في الولايات المتحدة، وتوفي في 19 نوفمبر 1898 في روكبورت في الولايات المتحدة.

## وصلات خارجية
- دون كارلوس بويل على موقع الموسوعة البريطانية (الإنجليزية)
- دون كارلوس بويل على موقع إن إن دي بي (الإنجليزية)